# Masdevallia notosibirica
Masdevallia notosibirica är en orkidéart som beskrevs av Tokujirô Tokijiro Maekawa och Tamotsu Hashimoto. Masdevallia notosibirica ingår i släktet Masdevallia och familjen orkidéer.
Artens utbredningsområde är Bolivia. Inga underarter finns listade i Catalogue of Life.